# The Toll of War
The Toll of War est un film muet américain réalisé par Francis Ford et sorti en 1913.

## Fiche technique
- Réalisation : Francis Ford
- Scénario : Grace Cunard
- Genre : Film dramatique
- Durée : 30 minutes
- Date de sortie :
  - États-Unis : 13 mai 1913

## Distribution
- Francis Ford : Abraham Lincoln
- William Clifford : John Wilkes Booth
- Ethel Grandin : Edith Eldridge